# Kyōgoku Takatsugu
Kyōgoku Takatsugu (京極高次?   1563-1609) fue un samurái del período Sengoku a inicios del periodo Edo de la historia de Japón]. 
Durante el gobierno de Oda Nobunaga lo forzó a casarse con su sobrina Ohatsu, hermana de la esposa de Toyotomi Hideyoshi, con lo que Takatsugu recibió el feudo de Ōtsu, valuado en 60.000 koku.
Durante la batalla de Sekigahara del año 1600 apoyó al bando de Tokugawa Ieyasu en contra del ejército de Ishida Mitsunari. Durante dicho conflicto el Castillo Ōtsu fue asediado el 13 de octubre por una fuerza de 13 000 hombres bajo el liderazgo de Mōri Motoyasu, Tachibana Munashige y Tsukushi Hirakodo. El castillo cayó finalmente el 21 de octubre por lo que Takatsugu huyó hacia un monasterio en Kōyasan. A pesar de la derrota fue recompensado por Ieyasu con el feudo de Obama, valuado en 92.000 koku.
Falleció a comienzos del shogunato Tokugawa, en el año de 1609.